# Nitrilimina
En química orgánica, las nitriliminas, nitriloiminas o amidas de nitrilo son una clase de compuestos orgánicos que comparten un grupo funcional común, con la estructura general R-CN-NR, correspondiente a una amina enlazada al extremo N de un nitrilo. La estructura dominante para el compuesto padre nitrilimina es propargílica 1 en el esquema 1, con un enlace triple C-N y con una carga formal positiva en el nitrógeno y dos pares electrónicos y una carga formal negativa en el nitrógeno terminal. Otras estructuras son menos importantes, como la hipervalente 2, alénica 3, alílica 4 y carbénica 5.
| {\displaystyle {\ce {H-\!{\equiv }}}{\color {Blue}{\ce {N+}}}\!{-}\!{\color {Red}{\ce {N-}}}\!{-}\!{\color {Red}{\ce {H}}}} 1 |  | {\displaystyle {\ce {H-\!{\equiv }N=N-H}}} 2 |  | {\displaystyle {\ce {H}}\!{-}\!{\color {Red}{\ce {C-}}}\!{=}{\color {Blue}{\ce {N+}}}\!{\ce {=N-H}}} 3 |  | {\displaystyle {\ce {H}}\!{-}\!{\color {Blue}{\ce {C+}}}\!{\ce {=N}}\!{-}\!{\color {Red}{\ce {N-}}}\!{\ce {-H}}} 4 |  | {\displaystyle {\ce {H-C{:}\!-N=N-H}}} 5 |

Las nitriliminas fueron observadas por primera vez en la descomposición térmica de los 2-tetrazoles, liberando nitrógeno
Las nitriliminas son dipolos 1,3 lineales en las cicloadiciones 1,3, y son representadas por las estructuras 1 y 3. Con los alquinos generan pirazoles.